# Тігеда
Ті́геда (ест. Tiheda küla) — село в Естонії, у волості Казепяе повіту Йиґевамаа.

## Населення
Чисельність населення на 31 грудня 2011 року становила 170 осіб.